# 林茂桂
林茂桂（1554年—？），字德芬，號丹臺，福建漳州府漳浦縣人，鎮海衛軍籍，明朝政治人物。同進士出身。

## 生平
萬曆元年（1573年）癸酉鄉試二十二名，萬曆十四年（1586年）丙戌科會試四名，登二甲第十名。刑部观政，本年六月授直隸深州知州。十八年丁憂歸，十九年五月被御史安文璧弹劾犯监临官狭势求索财物，革职为民。

## 家族
曾祖林泗，曾任壽官；祖父林欽；父林海。母鄭氏；繼母徐氏。具庆下。兄林雲龍（丙子經魁）、林茂相、林茂榕。弟茂楠、茂梓、茂栻、茂椒、茂楩、茂桃、茂枌。